# Монастырская, Надежда Алексеевна
Надежда Алексеевна Монастырская (род. 12 февраля 1947, г. Омск) — советский украинский художник-проектант, дизайнер интерьеров, член Национального союза художников Украины. Заслуженный деятель искусств Украины.

## Биография
Монастырская Надежда Алексеевна родилась 12 февраля 1947 года в г. Омске.
Училась в государственных художественных училищах Владивостока (1961—1962 гг.) и Луганска (1962—1966 гг.). Её преподавателями были А. Фильберт, В. Шаховцов.
С 1971 по 1981 гг. обучалась в Центральной научно-экспериментальной студии художественного проектирования Союза художников СССР в г. Москве (преподаватели Е. Розенблюм, М. Коник) . В это время участвовала в создании проектов для Москвы, Баку, Тихвина.
Проживала в Луганске, работала дизайнером на предприятиях. Главным направлением её творческой деятельности было создание музейных экспозиций, в чём имела репутацию признанного мастера. Также занималась созданием архитектурных решений для памятников и памятных знаков Луганской области.
Работы Монастырской отмечены дипломом СХ СССР (в 1977 г.), а также дипломом и медалью второй степени ВДНХ СССР (в 1984 г.).
В 1986 году была принята в Национальный Союз художников Украины.
С 1999 по 2011 год Н. Монастырская являлась председателем Луганского областного отделения НСХУ.
В 2011 году ей присвоено звание «Заслуженный деятель искусств Украины».

## Творчество
Основная концепция творчества художницы — поиск единства культур и религиозных традиций с ощущением сегодняшней реальности. Предпочитала современный подход в создании интерьеров исторических эпох. Главный эстетический приём в её экспозициях — драматургия художественного пространства.
Музейные экспозиции:
- Оформление литературного музея В. Даля, г. Луганск (1986 г., 2001 г.).
- Историко-краеведческий музей, г. Свердловск (1987—1991 гг.).
- Музей Восточноукраинского национального университета им. В. Даля (2004 г.).
- Музей истории почты (2005 г.).
- Историко-краеведческий музей, г. Антрацит (2005 г.).
- Мемориальный музей Б. Гринченко в с. Алексеевка Перевальского р-на Луганской области (2002—2007 гг.)uk:Народний меморіально-літературний музей Бориса Грінченка.
- Реэкспозиция музея в г. Краснодоне (2012 г.) к 70-летию подвига «Молодой гвардии».

Архитектурные решения:
- «1941 год» — памятник погибшим студентам и преподавателям Ворошиловградского машиностроительного института[1] (1995 г.).
- «Катюша. Май. 1945 год» — скульптурная композиция в честь 60-летия Победы в ВОВ, г. Антрацит (2005 г.)[2].
- «Чернобыльский аист» — памятный знак, посвящённый ликвидаторам аварии на ЧАЭС, открыт в Луганске к 15-й годовщине катастрофы (2001 г.)[3].